# アンドレ・ルデュック
アンドレ・ルデュック（André Leducq、1904年2月27日 - 1980年6月18日）は、フランス、サン＝トゥアン出身の自転車競技選手。

## 経歴
1924年、パリで開催された世界自転車選手権・アマ個人ロードで優勝。
1926年にプロへ転向し、翌1927年のツール・ド・フランスに出場。区間3勝を挙げ、総合4位に入った。
1928年のツール・ド・フランスでは、区間4勝を挙げ、総合連覇を果たしたニコラ・フランツについで総合2位。また、同年のパリ～ルーベを制した。
1929年のツール・ド・フランスでも、前年に続き区間4勝を挙げ、第7ステージでは総合首位（ニコラ・フランツらと並んで）に立った。
1930年のツール・ド・フランス。この大会より個人参加が認められなくなり、完全に国・地域別対抗戦形式に改められた元年となった。レアルコ・グエッラ、アルフレッド・ビンダという2大リーダーを中心とするイタリアナショナルチームに対し、ピレネー越えステージで同じフランスナショナルチームのアントナン・マーニュらと呼応してイタリア勢を粉砕し、マイヨ・ジョーヌをグエッラから奪うや、そのまま最後まで守りきって初の総合優勝を果たした。
1931年はツール・ド・フランスでは総合10位だったが、パリ～ツールを制覇。
1932年のツール・ド・フランスでは、フランスナショナルチームのリーダーとして挑み、第3ステージ終了後にマイヨ・ジョーヌを掴んで最後まで守り通し、2度目の総合優勝を果たした。さらにこの年のツールでは、区間6勝を挙げている。
その後は1933年のクリテリウム・アンテルナシオナルで総合優勝を果たした程度の成績だったが、1938年のツール・ド・フランスでは、第6(b)から第7ステージまでマイヨ・ジョーヌを着用した。
1939年に引退。ツールの区間通算25勝はランス・アームストロングと並んで歴代3位である。